# Achille Beltrame
Achille Beltrame (Arzignano, 19 marzo 1871 – Milano, 19 febbraio 1945) è stato un illustratore e pittore italiano autore delle copertine del settimanale La Domenica del Corriere dal 1899 al 1944.

## Biografia
Figlio di Giambattista Beltrame, artigiano della concia e di Teresa Brusarosco, settimo di otto fratelli, frequentò dal 1883 la Regia Scuola Tecnica "Andrea Palladio" di Vicenza dove, alla fine del secondo anno, venne congedato con la "Menzione onorevole speciale in disegno". Nel 1886 si trasferì a Milano, ospite del fratello Oreste, suo convinto mecenate, per frequentare l'Accademia di belle arti di Brera, con l'intenzione di diventare pittore. Dopo quattro anni di corsi in varie discipline del disegno e della pittura, ottenne il diploma.
Fu allievo di Francesco Hayez e di Giuseppe Bertini.
Nel 1889/1890 frequentò la Scuola di nudo per poi entrare nella Scuola speciale di pittura. Nel 1890 vince il premio Mylius con l'opera Fracta Virtus. Nel 1892 la famiglia si trasferisce a Vicenza dove anch'egli trascorre alcuni periodi dal 1894 al 1895, e dove condivide lo studio con lo scultore vicentino Innocente Franceschini. In questo periodo realizza alcuni dipinti di scorci vicentini: Il Retrone a Vicenza, Basilica palladiana, Piazza delle Erbe e Ponte S. Michele. L'artista dedicò a Vicenza anche una copertina della Domenica del Corriere in occasione della festa de "La Rua". Nel 1893 ritorna a Milano, sempre ospite del fratello Oreste e prosegue un rapporto di collaborazione con l'Accademia di cui era diventa socio onorario nel 1892 e, nel 1895, consigliere.
Nel 1894 presentò alla seconda Triennale di Brera Canova che modella la Maddalena, con cui vince il premio Gavazzi. L'opera andò perduta nell'affondamento della nave che la portava in America con il suo acquirente.
Nel 1896 si recò in Montenegro sperando di ritrarre la principessa Elena di cui era stato annunciato il fidanzamento con Vittorio Emanuele di Savoia. A Cettigne viene anticipato in questo progetto da un pittore triestino. Lì venne scoperto da Eduardo Ximenes, illustratore e cofondatore del settimanale L'Illustrazione Italiana, che lo assunse per il suo giornale. La collaborazione con il giornale durerà fino al 1898. Lavora anche come cartellonista per le Officine Grafiche Ricordi, per le quali realizza manifesti pubblicitari. Nel 1897 partecipa alla terza esposizione triennale di Milano con le opere Ego sum flos campi e La fuga di Nerone.

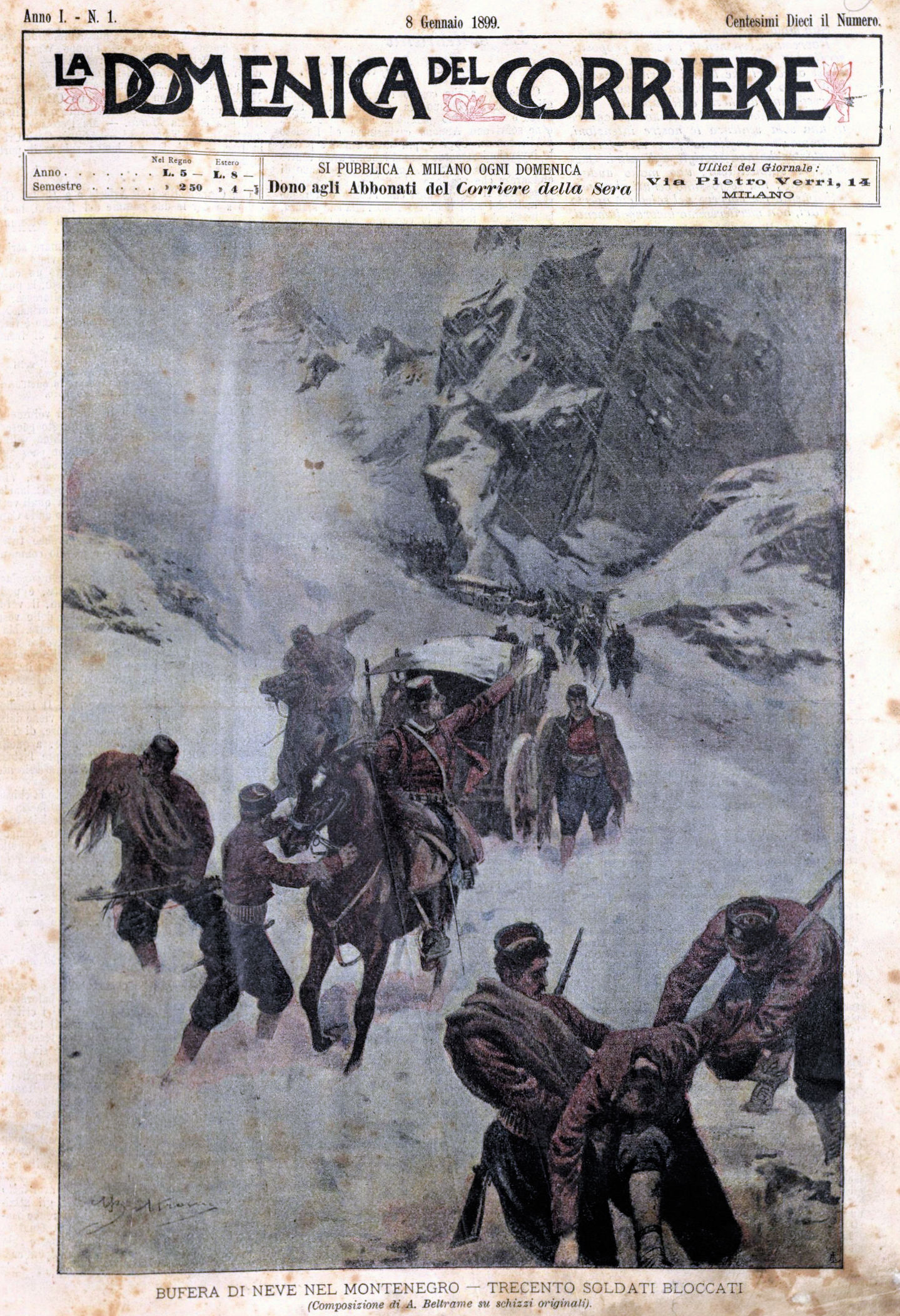
La copertina del primo numero del settimanale La Domenica del Corriere illustrata da Beltrame.

Nel 1898 venne chiamato dal coetaneo Luigi Albertini a contribuire alla realizzazione de La Domenica del Corriere, la rivista illustrata settimanale del Corriere della Sera. Il primo numero fu in edicola l'8 gennaio 1899, con la copertina firmata da Beltrame, dal titolo Trecento soldati bloccati da una bufera nel Montenegro. Nell'arco di 45 anni le copertine di Beltrame, pubblicate in prima e ultima pagina, furono 4.662. Per il settimanale milanese lavorò assiduamente, fino al 26 novembre 1944.
«Attraverso le immagini da lui create – scrisse Dino Buzzati – i grandi e più singolari avvenimenti del mondo sono arrivati pur nelle sperdute case di campagna, in cima alle solitarie valli, nelle case umili, procurando una valanga di notizie e conoscenze a intere generazioni di italiani che altrimenti è probabile non ne avrebbero saputo nulla o quasi. Un maestro dell'arte grafica, quindi, ma anche un formidabile maestro di giornalismo.»
Le tavole a colori di Beltrame divennero il marchio distintivo della rivista. Nelle sue copertine è riassunta la storia del costume e della società italiana della prima metà del XX secolo. Fatti di cronaca, sportivi, di costume venivano riassunti dall'illustratore arzignanese, che riusciva a renderli vivi e attuali agli occhi di una popolazione non ancora del tutto uscita dall'analfabetismo. Nella sua autobiografia pubblicata ne La Lettura, allegato mensile del Corriere della Sera, scrive che durante la Prima guerra mondiale si recò in trincea solamente una volta per rendersi conto dal vero della situazione. Ciò nonostante rappresentò luoghi, fatti, persone e cose che non aveva mai visto di persona, grazie alla sua immaginazione e curiosità, unite ad un rigoroso senso di realismo.
Come pittore, realizzò centinaia di quadri a olio, acquarello, tempera e matita. Eseguì numerose opere a soggetto familiare, quali gli autoritratti, i ritratti delle sorelle e della fidanzata Giannina. Realizzò inoltre immagini, poi riprodotte in cartoline, almanacchi e calendarietti.
Il 26 ottobre 1907 sposa a Milano Giannina Cocitto, conosciuta già nei primi anni '90 all'Accademia di Brera.
Collabora assiduamente con l'industriale della chimica Magno Magni, proprietario delle miniere di pirite di Agordo, dove si reca spesso in vacanza realizzando una serie di oltre 60 quadri con temi relativi alla montagna, ai suoi abitanti e al loro lavoro. Con Magno Magni si spinse fino a Kala-Djerba, in Tunisia, dove l'industriale possedeva una miniera di fosfati e dove realizza una serie di dipinti di corrente orientalista. Realizza a Canzo, nella villa Magni, poi Rizzoli, il dipinto murale Caccia con il falcone. Lavorerà poi per l'Ospedale Maggiore di Milano, per gli eredi di Antonio Biffi, per Toepliz, direttore della COMIT, per Michele Bernocchi, industriale tessile e per la Montecatini.
Nel 1910 è tra i sottoscrittori di un documento in cui un gruppo di artisti fonda l'Associazione degli Acquerellisti Lombardi, per sostenere tale tecnica.
In questo periodo, realizza la decorazione della sala di Villa Roccabruna a Blevio eseguendo 4 pannelli rappresentanti una Festa Floreale.
Nel 1912 inizia una collaborazione con la rivista La Lettura, supplemento letterario mensile del Corriere della Sera, per la quale realizza 96 tavole fino al dicembre 1919. Nel primo dopoguerra, grazie allo sviluppo industriale e alla avanzante tecnologia, una emergente classe di ricchi borghesi chiede agli artisti di celebrare il momento storico ricorrendo a iconografie simboliche di ispirazione classica. Beltrame realizza opere a carattere allegorico ormai scomparse: La Scienza (1925), dipinto sul soffitto dello scalone dell'Istituto Sieroterapico di Milano, La danza delle Ore (1927), eseguito sul soffitto della sede degli stabilimenti Bernocchi a Legnano, L'Aurora o Carro di Febo (1928), dipinto murale presso la Villa Anita a Stresa, sempre di proprietà Bernocchi, La Scienza e il Genio dominano le forze (1929), dipinto murale presso la Società Elettrica Adamello di Milano.
Beltrame si dedica anche all'arte sacra, iniziando, ancora giovanissimo, dipingendo il ritratto di San Gaetano per la lunetta dell'omonimo oratorio in Corso Mazzini ad Arzignano, che insieme al San Gerolamo del deserto esposto nella sacrestia del Duomo, costituisce uno dei pochi soggetti sacri della sua produzione, per lo più dipinti o da lui donati alla sua città natale, come il San Giuseppe con il Bambino, pala d'altare realizzata a Milano nel 1914 e donata all'Oratorio di San Giuseppe di Arzignano. Dipinge alcune di Madonne di sua iniziativa o su commissione. Fra le altre opere dedicate alla Vergine si trova anche il già citato dipinto olio su tela del 1897 Ego sum flos campi: l'opera fu pubblicata anche dall'Illustrazione Italiana nel dicembre dello stesso anno, come quadro di Natale.
Fino alla fine degli anni '30 trascorre una esistenza diviso fra l'impegno per il giornale e il tempo libero dedicato alla pittura e a brevi periodi di vacanza ai laghi, in Liguria e sulle Dolomiti, come testimoniano gli innumerevoli scorci della Riviera Ligure da lui dipinti ad esempio Marina con fanciulla e cane, Riparazione delle reti, e altre opere. Con La tintura delle reti partecipa nel 1924 alla XIV Biennale di Venezia nell'ambito della "Mostra degli acquerellisti".
Nel 1937 si trasferisce per un periodo a Bergamo per seguire la moglie Giannina, che sarà ricoverata in casa di cura. Qui produrrà una serie di opere dedicata alla città e ai suoi dintorni.
Ad Arzignano dedica un'ulteriore opera ad acquerello in cui raffigura il castello con lo stemma della città. L'immagine verrà ripresa dal fratello Oreste nella copertina della sua opera "Arzignano nella storia" (1937).
Nel 1938 muore la moglie, dando inizio al suo percorso doloroso, causato anche dalla guerra, dal suo dissesto finanziario e dalla distruzione del suo studio in Contrà Garibaldi a Milano a seguito di un bombardamento.
Il 20 dicembre 1942 abbandona Milano per rifugiarsi a Bressana Bottarone. Una ulteriore delusione lo colpisce quando gli viene negata la nomina di "Accademico d'Italia" per non essere iscritto al partito fascista. Nel luglio del 1944, i militi della Legione Autonoma Mobile Ettore Muti sottopongono Beltrame e la famiglia proprietaria della sua abitazione ad una perquisizione notturna che lo turberà fortemente.
Il 7 febbraio 1945 durante una passeggiata ha un malore e sviene, perdendo conoscenza ed entrando in coma irreversibile. Muore a Milano il 19 febbraio 1945 nella casa del nipote.